# Georges Charlia
Georges Charliat dit Georges Charlia, né à Paris 10e le 27 juillet 1894 et mort dans le 16e arrondissement le 25 juillet 1984, est un acteur français.

## Biographie
Sa carrière ne dura que dix ans de 1923 à 1933. Ensuite, il abandonne le cinéma et quitte Paris pour s'installer à Mechra Ben Abbou au Maroc où il reprend une cantine au bord de la piste avec sa seconde épouse l'actrice Gina Manès. Mais l'affaire tourne court et le couple rentre à Paris deux ans plus tard avant de divorcer. Pendant que Gina Manès reprend le chemin des studios, Georges Charlia ouvre un magasin d'antiquités dans le 18e arrondissement.
Il exerce toujours le métier d'antiquaire au moment de son remariage en décembre 1942.

## Filmographie
- 1923 : Gossette de Germaine Dulac : Philippe de Savières
- 1924 : La Belle Nivernaise de Jean Epstein : un marinier
- 1924 : Pierre et Jean de E.B. Donatien : Jean
- 1924 : La Goutte de sang de Maurice Mariaud et Jean Epstein : Richard
- 1924 : Les Fils du soleil de René Le Somptier : Hubert de Beauvoisin
- 1925 : Naples au baiser de feu de Serge Nadejdine et Jacques Robert : Antonio Arcella
- 1926 : Le Train sans yeux d'Alberto Cavalcanti : Gonthier
- 1927 : En rade d'Alberto Cavalcanti
- 1928 : Morgane la sirène de Léonce Perret
- 1928 : L'Équipage de Maurice Tourneur : le lieutenant Herbillon
- 1928 : La Grande Épreuve d'Alexandre Ryder et André Dugès : Max Duchêne
- 1928 : Le Gentilhomme des bas-fonds (Ritter der Nacht) de Max Reichmann
- 1929 : Le Train sans yeux d'Alberto Cavalcanti
- 1930 : Prix de beauté d'Augusto Genina : André
- 1931 : L'Inconstante de Hans Behrendt et André Rigaud
- 1931 : La Tragédie de la mine de Georg Wilhelm Pabst : Émile
- 1931 : Vacances de Robert Boudrioz : Millet
- 1931 : L'Ensorcellement de Séville de Benito Perojo
- 1932 : L'Enfant de ma sœur de Henry Wulschleger : Valérien Davairne
- 1932 : Pax de Francisco Elias et Camille Lemoine
- 1933 : L'Amour qu'il faut aux femmes d'Adolphe Trotz : l'homme du premier
- 1933 : Jeunes filles en liberté de Fritz Kramp : René Martin